# Títira becnegra
La títira becnegra (Tityra inquisitor) és un ocell de la família dels titírids (Tityridae). Es troba a l'Amèrica Central i el nord i centre de l'Amèrica del sud: des de Mèxic fins a Bolívia, Brasil i el nord d'Argentina. El seus hàbitats són els boscos tropicals i subtropicals de frondoses humits de les terres baixes, així com els cursos d'aigua i els boscos molt degradats. El seu estat de conservació es considera de risc mínim.